# چدی جاگان
چدی جاگان (انگلیسی: Cheddi Jagan؛ ۲۲ مارس ۱۹۱۸ – ۶ مارس ۱۹۹۷) یک سیاست‌مدار اهل گویان بود.